# Dongshan (socken i Kina, Guangxi, lat 25,82, long 111,29)
Dongshan (kinesiska: 东山瑶族乡, 东山) är en socken i Kina. Den ligger i den autonoma regionen Guangxi, i den södra delen av landet, omkring 450 kilometer nordost om regionhuvudstaden Nanning. Antalet invånare är 23666. Befolkningen består av 11 319 kvinnor och 12 347 män. Barn under 15 år utgör 21,0 %, vuxna 15-64 år 66 %, och äldre över 65 år 11,0 %.
Genomsnittlig årsnederbörd är 1 959 millimeter. Den regnigaste månaden är april, med i genomsnitt 306 mm nederbörd, och den torraste är oktober, med 47 mm nederbörd.